# World Affairs
World Affairs (ang.; dosł. sprawy światowe) – amerykański dwumiesięcznik o problematyce stosunków międzynarodowych. Magazyn był wydawany od 1837 roku i wznowiony w styczniu 2008 roku jako nowe wydawnictwo. Kolejne wydania opisują różne zagadnienia z zakresu spraw globalnych i amerykańskiej polityki zagranicznej.
Redakcja World Affairs mieści się przy Dupont Circle w Waszyngtonie.
Redaktorem naczelnym i wydawcą pisma jest James S. Denton.
Wybrani autorzy: Christopher Hitchens, Robert Kagan, Peter Beinart, George Packer, P.J. O'Rourke, David Rieff, James Kirchick, Andrew Bacevich.